# Obrijeni, Iași
Obrijeni este un sat în comuna Popești din județul Iași, Moldova, România.

## Obiective turistice
- Biserica de lemn din Obrijeni - monument istoric datând din 1835; se află în cimitirul satului